# Hibe
Hibe (arab. ‏الحيبة‎) – starożytne miasto, dziś niewielka miejscowość al-Hiba, znajdująca się w Egipcie, na pustyni Libijskiej, na północ od Nilu.
Stanowiło przystań na krzyżujących się tu niegdyś szlakach z Abydos, Taza, Oazy Fajum, Oazy Małej, Hierasykaminos.